# Matelea panamensis
Matelea panamensis là một loài thực vật có hoa trong họ La bố ma. Loài này được Spellman & Dwyer mô tả khoa học đầu tiên năm 1973.